# Consejería de Justicia e Interior de la Junta de Andalucía
La Consejería de Justicia e Interior de la Junta de Andalucía fue una consejería de la Junta de Andalucía con competencias autonómicas referidas a seguridad y servicios de emergencias, elecciones y consultas, espectáculos y actividades recreativas, voluntariado, drogodependencias y protección de animales.
Su última consejera y máxima responsable era Rosa Aguilar.
Tenía su sede en la Plaza Nueva de Sevilla.

## Entes adscritos a la consejería

Emblema de la Policía autonómica de Andalucía.

- Policía autonómica de Andalucía

## Lista de consejeros y consejeras de Gobernación
- Primera legislatura autonómica (1982-1984): José Rodríguez de la Borbolla y Camoyán
- Segunda legislatura autonómica (1984-1986): José Miguel Salinas Moya
- Tercera legislatura autonómica (1986-1990): Enrique Linde Cirujano
- Cuarta legislatura autonómica (1990-1994): Ángel Martín-Lagos Contreras
- Quinta legislatura autonómica (1994-2000): Carmen Hermosín Bono
- Sexta legislatura autonómica (2000-2004): Alfonso Perales Pizarro (2000-2004) / Sergio Moreno Monrové (2004)
- Séptima legislatura autonómica (2004-2008): Evangelina Naranjo Márquez (2004-2008)
- Octava legislatura autonómica (2008-2012): Clara Eugenia Aguilera García (2008-2009) / Luis Pizarro Medina (2009-2011) / Francisco Menacho (2011-2012)
- Novena Legislatura Autonómica (2012-2015): Emilio de Llera (2012-2015, el cargo se llama ya 'Justicia e Interior') / Diego Valderas (2012-2015, 'Administración Local y Relaciones Institucionales')

## Lista de consejeras y consejeros de Justicia y Administración Pública
- Séptima legislatura autonómica (2004-2008): Evangelina Naranjo Márquez
- Octava legislatura autonómica (2008-2012): Evangelina Naranjo Márquez (2008-2011) / Begoña Álvarez Civantos (2009-2010) / Carmen Martínez Aguayo (2009 - 2010; de 'Hacienda y Administraciones Públicas')
- Novena legislatura autonómica (2008-2012): Clara Eugenia Aguilera García (2008 - 2009) / Luis Pizarro Medina (2009-2011, de 'Gobernación y Justicia'), Francisco Menacho Villalba (2011-2012, de 'Gobernación y Justicia') / María Jesús Montero Cuadrado (2013-2015, de Hacienda y Aministrción Pública)
- Décima legislatura autonómica (2015-2019): Emilio de Llera (2015-2017, de 'Justicia e Interior') / Rosa Aguilar (2017-2019, de 'Justicia e Interior' / María Jesús Montero Cuadrado (2015-2019, de Hacienda y Administración Pública)

## Lista de consejeros y consejeras de Justicia e Interior
- Décima legislatura autonómica (2015-2019): Emilio de Llera (2015-2017) / Rosa Aguilar (2017-2019)